# Жовтий підводний човен (мультфільм)
«Жовтий підводний човен» (англ. «Yellow Submarine») — мультфільм, присвячений групі «Бітлз», знятий в 1968 році Джорджем Даннінгом, канадським аніматором, який переїхав в Лондон. У мультфільмі звучать пісні у виконанні «Бітлз».
В СРСР в 1970 році мультфільм показали в кінотеатрах на тижні англійських мультфільмів.

## Сюжет
Колись була (а може є досі) мальовнича підводна країна під назвою Пепперленд (Pepperland) — земля дружби, любові та радощів. Але на її кордонах у пустці з'являються Сині Вреднючки (Blue Meanies). Їхній ватажок допитується в свого генерала чи все готово для знищення Пепперленду: протимузичні ракети, летючі рукавички та інша абсурдна зброя. За правильну відповідь Сині вреднючки приймають тільки «ні», тож генералу доводиться сказати, що нічого не готово — і тим самим він радує ватажка. Сині вреднючки атакують Пепперленд, їхня зброя змушує всіх в країні застигнути та втратити барви. Лише «юному» Фреду вдається втекти, попри переслідування Летючою Рукавичкою. Старий музикант, сержант Пеппер, доручає Фреду сісти в Жовтий підводний човен і вирушити на пошуки Музики, що прожене Синіх вреднючок.
Фред знаходить Рінго, котрий погоджується допомогти. Вдвох вони шукають решту «Бітлз» у величезному палаці, населеному різними персонажами. Рінго погоджується взяти лише своїх друзів. Першим вони знаходять Джона, що перетворився на чудовисько Франкенштейна. Випивши речовину з колби, Джон повертає свою подобу. Потім до них приєднується Джордж і лишається знайти Пола. Його шукають в кімнатах, наповнених несподіванками, але Пол виходить сам. Разом вони сідають в Жовтий підводний човен і пливуть у Пепперленд.
«Бітлз» і Фред подорожують по різних морях — Морю Часу, Морю Науки, Морю Монстрів і Морю Дірок. У Морі Часу час плине в різних напрямках, пасажири стають то молодшими, то старішими, і бачать майбутніх себе. В Морі Науки «Бітлз» переживають геометричні перетворення, а в Морі Чудовиськ бачать фантасмагорію істот, складених з різних тварин і предметів. Рінго натискає аварійну кнопку і його викидає за борт. На човен нападає чудовисько-боксер, яке Фред задобрює сигарою. Тоді Рінго вдається повернути. Вони зустрічають Людину з Нізвідки — доктора наук Джеремі Гілларі, що «настільки розумний, аж забув, що він знає». Разом мандрівники пішки вирушають у Море Дірок, де блукають з дірки в дірку, гублячи одні одних. Але все ж їм вдається знайти шлях у Пепперленд і привести туди Жовтий підводний човен. Однак, «Бітлз» гублять свої інструменти.
Ховаючись серед жителів Пепперленду, «Бітлз» пробираються в будинок оркестру, де добувають собі нові інструменти та одягаються, як музиканти сержанта Пеппера. Ватажок Синіх вреднючок посилає на них Летючу Рукавичку, яку Джон проганяє піснею. Ця ж пісня повертає життя в Пепперленд. Проти «Бітлз» проти виходить багатоголовий пес Синіх вреднючок. Тоді Джеремі користується своїми знаннями аби змусити Синіх вреднючок розквітнути трояндами та розкаятися. Перемога продовжується великим святкуванням.
В останньому епізоді з'являються реальні «Бітлз», які повернулися додому з Пепперленду з сувенірами: мотором Підводного Човна, половинкою діри з Моря Дірок і з частинкою любові.

## Ролі озвучували
- Джон Клайв —  Сержант Пеппер / Джон
- Пол Анджеліс —  оповідач / ватажок Синіх вреднючок / Рінго / Джордж
- Джефф Х'юз —  Пол
- Пітер Баттен —  Джордж
- Ланс Персіваль —  юний / старий Фред
- Дік Емері —  Людина з Нізвідки / Лорд-Мер / Макс

## Музика
Крім композицій, виданих на альбомі  Yellow Submarine, в мультфільмі звучать пісні:
- Eleanor Rigby;
- When I'm Sixty-Four;
- Nowhere Man;
- Sgt. Pepper's Lonely Hearts Club Band;
- With a Little Help from My Friends;
- Lucy in the Sky with Diamonds;
- Love You To.

## Релізи на відео
Фільм вийшов на VHS наприкінці 1970-х років у Великій Британії, Канаді, США. У СРСР в епоху «відеобум» 1980-х років фільм поширювався на «піратських» відеокасетах в Авторський одноголосий закадровий переклад Олексія Михальова, Василя Горчакова і Андрія Гаврилова. У 1990-і випускався також на Laserdisc.
У 1999 році в США, Канаді та Великій Британії фільм відреставрувала і випустила компаня «MGM DVD»  на DVD з доповненням DTS тільки в системі NTSC.
- Звукова доріжка (англ. Spoken Languages):

* Англійська — Dolby Digital original Mono 1.0 (іноді 2.0)
* Англійська — Dolby Digital Surround 5.1
* Англійська — DTS 5.1 (в деяких DVD немає)
* Англійська (Саундтрек) (англ. Isolated music) — Dolby Digital 5.1
* Англійська (Коментар) (англ. Feature commentary) — Dolby Digital 2.0
- Субтитри (англ. Subtitles): англійські, французькі, німецькі, італійські, іспанські, португальські, грецькі, китайські, корейські, японські.
- Додатково (англ. Special Features):

* Audio commentary track by John Coates additional contribution by Heinz Edelmann
* Isolated music (5.1)
* Making of documentary: «Mod Odyssey»
* Original theatrical trailer
* Storyboard sequences:
** Sea of Monsters
** Battle of the Monsters
** Pepperland
* Interview
* Original pencil drawings
* Behind the scenes photos

## Сприйняття
На сайті Rotten Tomatoes фільм отримав 97 % схвалення із середнім рейтингом 7,9/10. Консенсус критиків вебсайту стверджує: «„Жовтий підводний човен“ — радісна, фантасмагорична суміш барвистої анімації та музики „Бітлз“ — чудова (і часом меланхолійна) сімейна страва». На Metacritic фільм отримав середньозважену оцінку 78 зі 100, що вказує на «загалом схвальні відгуки».

## Продовження
На початку 2000-х Роберт Земекіс виношував ідею знімання ремейка мультфільму. Він навіть заручився підтримкою всіх колишніх членів групи «The Beatles» або їх представників. Однак «Жовтого підводного човна-3D» поки не судилося було зняти. Касовий провал картини «Таємниця червоної планети» підірвав довіру до Земекіса, і компанія Disney відхилила пропозицію почати роботу над ремейком.